# Выборы губернатора Кемеровской области (1997)
Очередные выборы губернатора Кемеровской области состоялись в Кемеровской области 19 октября 1997 года. Первые выборы главы области в истории региона.

## Предшествующие события
С 1997 года правительство Кемеровской области возглавлял Аман Тулеев. 1 июля 1997 президент Борис Ельцин указом сменил главу администрации Кемеровской области — Михаил Кислюк был отправлен в отставку, а вместо него на должность был назначен председатель Заксобрания Кемеровской области Аман Тулеев. На тот момент уже завершался процесс перехода к выборности глав регионов (17 сентября 1995 года был принят указ президента, определявший срок выборов назначенных ранее глав регионов) и это назначение стало последним назначением главы администрации. Законодательная база для проведения первых выборов главы администрации была подготовлена при администрации Михаила Кислюка — 5 июня 1997 был принят закон «О выборах Губернатора Кемеровской области», а 23 июня областное заксобрание назначило выборы губернатора Кемеровской области на 19 октября 1997 года.

## Выдвижение и регистрации кандидатов

### Право выдвижения
Губернатором может быть избран гражданин Российской Федерации, достигший возраста 30 лет. Одно и то же лицо не может занимать должность губернатора более двух сроков подряд.
В Кемеровской области допустимо как выдвижение кандидатов политическими партиями, так и самовыдвижение.
У кандидата не должно быть гражданства иностранного государства либо вида на жительство в какой-либо иной стране.

## Кандидаты
| Кандидат       | Должность (на момент выдвижения)             | Партия                       | Статус          |
| -------------- | -------------------------------------------- | ---------------------------- | --------------- |
| Виктор Медиков | депутат Госдумы РФ                           | Регионы России               | зарегистрирован |
| Нина Останина  | депутат Госдумы РФ                           | КПРФ                         | зарегистрирован |
| Аман Тулеев    | председатель Заксобрания Кемеровской области | беспартийный, самовыдвиженец | зарегистрирован |

Отказались от участия или не смогли собрать подписи: Владимир Михайлов, Теймураз Авалиани, Леонид Сергачёв, Владимир Кудешкин, Виктор Бочаров

## Итоги выборов
| Явка избирателей                                   | Явка избирателей                                   | Явка избирателей | Явка избирателей |
| -------------------------------------------------- | -------------------------------------------------- | ---------------- | ---------------- |
| Число избирателей, включённых в список избирателей | Число избирателей, включённых в список избирателей | 1 160 631        | 54,3 %           |
| Число бюллетеней, полученных комиссией             | Число бюллетеней, полученных комиссией             | -                |                  |
| Процент испорченных бюллетеней                     |                                                    |                  |                  |
| Из них действительных бюллетеней                   | Из них действительных бюллетеней                   | -                |                  |
| Из них недействительных бюллетеней                 | Из них недействительных бюллетеней                 | -                |                  |
| Распределение голосов:                             |                                                    |                  |                  |
| 1                                                  | Аман Гумирович                                     | 1 097 291        | 94,54 %          |
| 2                                                  | Виктор Яковлевич                                   |                  | 2,08 %           |
| 3                                                  | Нина Александрвна                                  |                  | 0,38 %           |
| Против всех:                                       | Против всех:                                       | -                | -                |

Аман Тулеев одержал победу, набрав 94,54 процентов голосов